# Cyklistické trasy v Česku

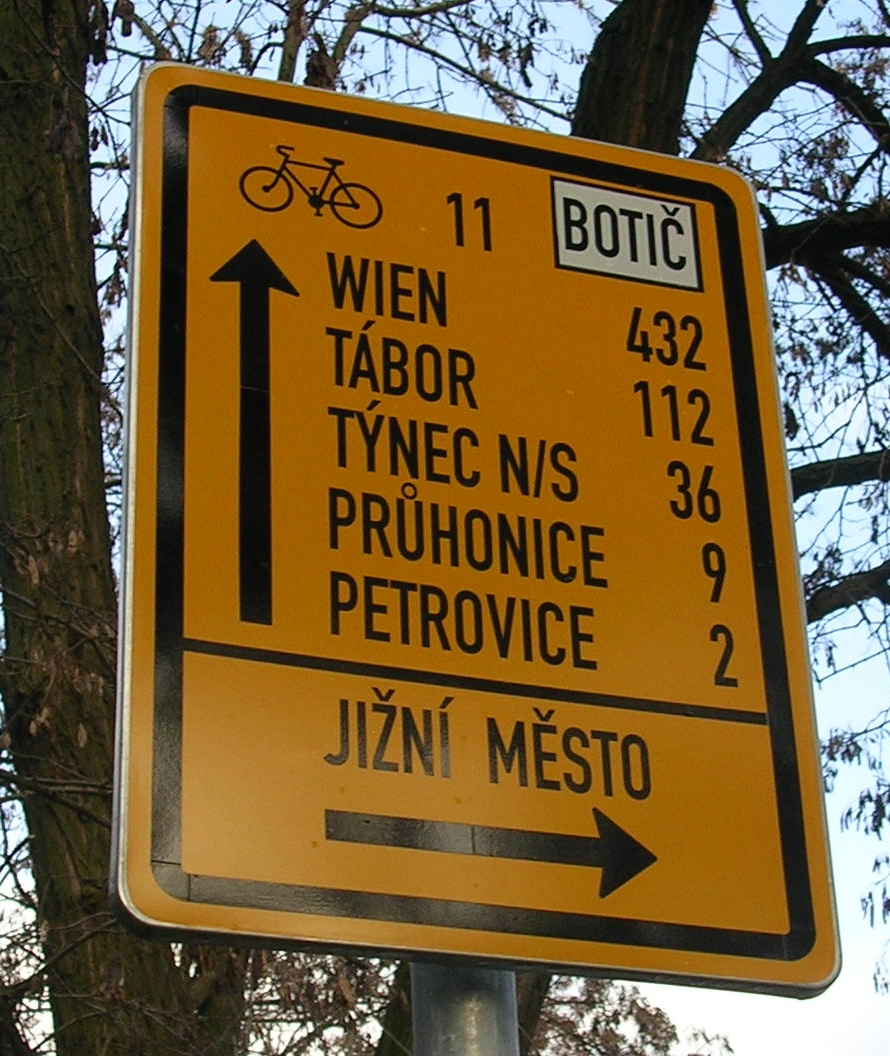
"Návěst před křižovatkou" (dopravní značka IS 20), přehrada Praha-Hostivař

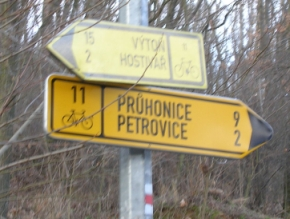
"Směrové tabule pro cyklisty" (dopravní značky IS 19), přehrada Praha-Hostivař

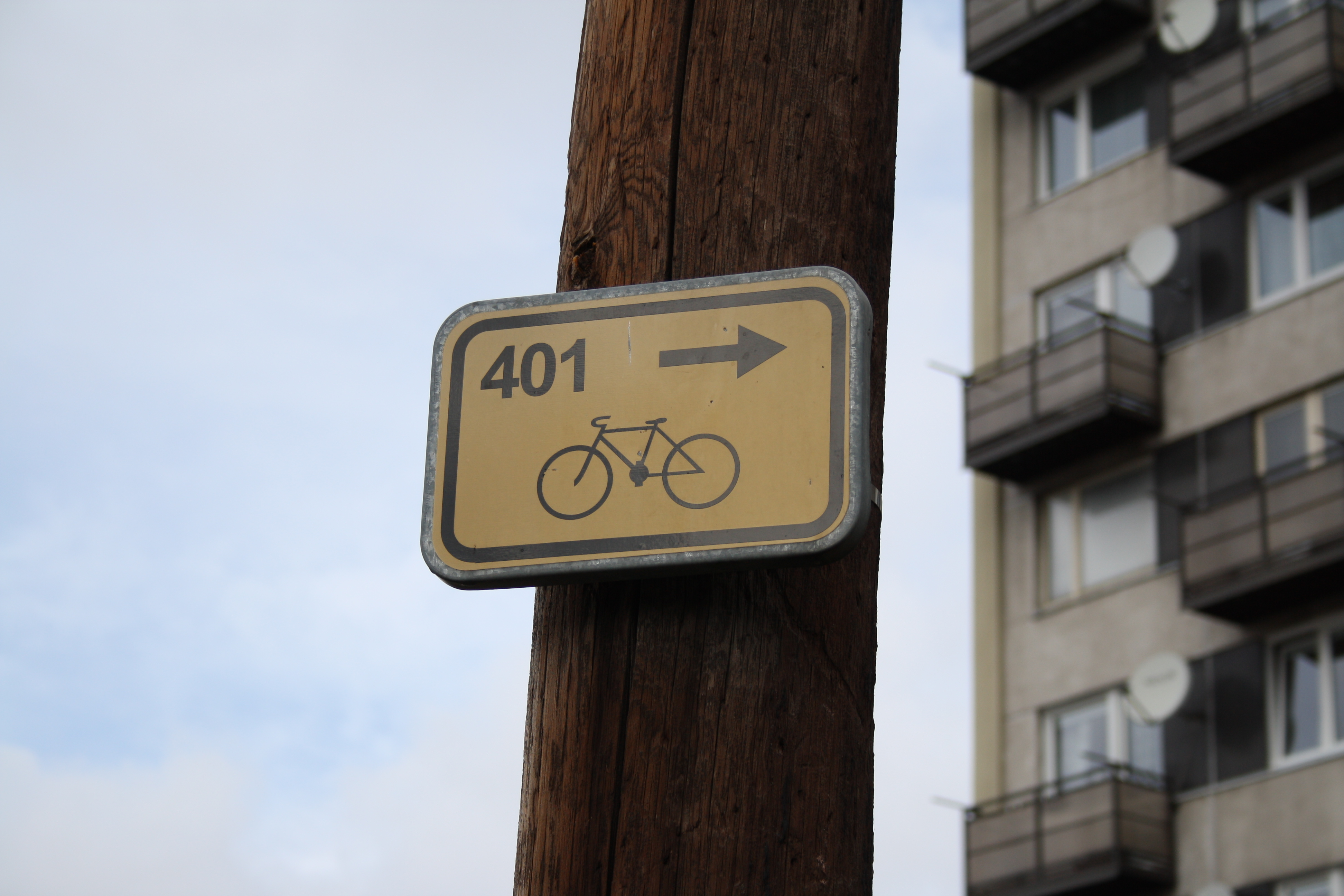
IS 21c Směrová tabulka pro cyklisty, Třebíč

Cyklistické trasy v Česku jsou značeny od roku 1997 speciálním turistickým značením Klubem českých turistů. Od roku 2001 jsou pro značení cyklotras používány i speciální směrové dopravní značky zavedené od 31. ledna 2001 vyhláškou č. 30/2001 Sb. Oba tyto způsoby značení tvoří jeden celek, jehož metodickým garantem je z pověření ministerstev dopravy a vnitra Klub českých turistů. Cyklotrasy jsou rozděleny do čtyř tříd, přičemž počet číslic v označení trasy se rovná třídě, do níž je zařazena.
Speciální číslování je od roku 2007 zaváděno v Praze, kde před číslem trasy je ještě písmeno A. 
Zřizování a údržbu financují většinou kraje, někdy i obce a soukromé subjekty. Mimoto existují v mnoha oblastech i jiné způsoby značení cyklotras, které buď pocházejí z dřívější doby nebo byly zřízeny subjekty, které nepovažovaly za nutné značení do celostátního systému začleňovat.
Zejména v obcích a oblastech s velkým významem dopravní a rekreační cyklistiky jsou cyklotrasy vedeny přednostně po stezkách pro cyklisty. Často však jsou vedeny i po vozovce jiných komunikací se slabším nebo vyloučeným motoristickým provozem nebo ve vyhrazeném jízdním pruhu. Běžné cyklotrasy by měly být vedeny jen po pozemních komunikacích s povrchem silniční kvality, zatímco cyklotrasy vedené i po nezpevněných cestách v terénu se označují jako cykloturistické trasy.
Vedení cyklotras i cyklostezek vychází též z ČSN 73 6110 Navrhování místních komunikací (článek 10.4.1.2 požaduje v obci ucelenou síť pro cyklistickou dopravu včetně regionálních vazeb) a technických podmínek TP 179 Navrhování komunikací pro cyklisty (přímost spojení, ucelenost a srozumitelnost sítě, atraktivita a bezpečnost). Technické podmínky TP 108 Zásady pro orientační značení na cyklistických trasách (červenec 1999, zrušeny únor 2006) jsou zastaralé a neobsahují řešení konkrétních typů situací, ale pouze dopravní značky, které byly již převzaty do vyhlášky č. 30/2001 Sb.
Kromě cyklistických tras vyznačených přímo v terénu vydávají různá zájmová sdružení, vydavatelé map atd. i popisy nevyznačených tras doporučených pro cyklisty.

## Aktivistická hnutí
Mezi významné průkopníky budování cyklistických stezek a cyklistických tras v Česku patřilo od svého vzniku v roce 1997 občanské sdružení Oživení. Mezi jeho významné protagonisty patřili například jeho předseda Petr Štěpánek, který se v roce 2006 stal členem Rady hlavního města Prahy, a Jan Bouchal. Po tragické smrti Jana Bouchala (12. 1. 2006), který od prosince 2005 byl předsedou sdružení, činnost sdružení v oblasti cyklistiky polevila, ale pokračuje, ve spolupráci s obcemi i státními úřady.
Spolek Oživení se také podílel na zřizování zelených koridorů Greenways, které spravuje nadace Partnerství.
Na rozvoji cyklotras se významným způsobem podílí i Klub českých turistů. Vzhledem k tomu, že cyklisté více utrácejí než pěší turisté, je budování cyklostezek a cyklotras atraktivní i pro obce, podnikatele a jejich sdružení atd.

## Státní koncepce a veřejná podpora

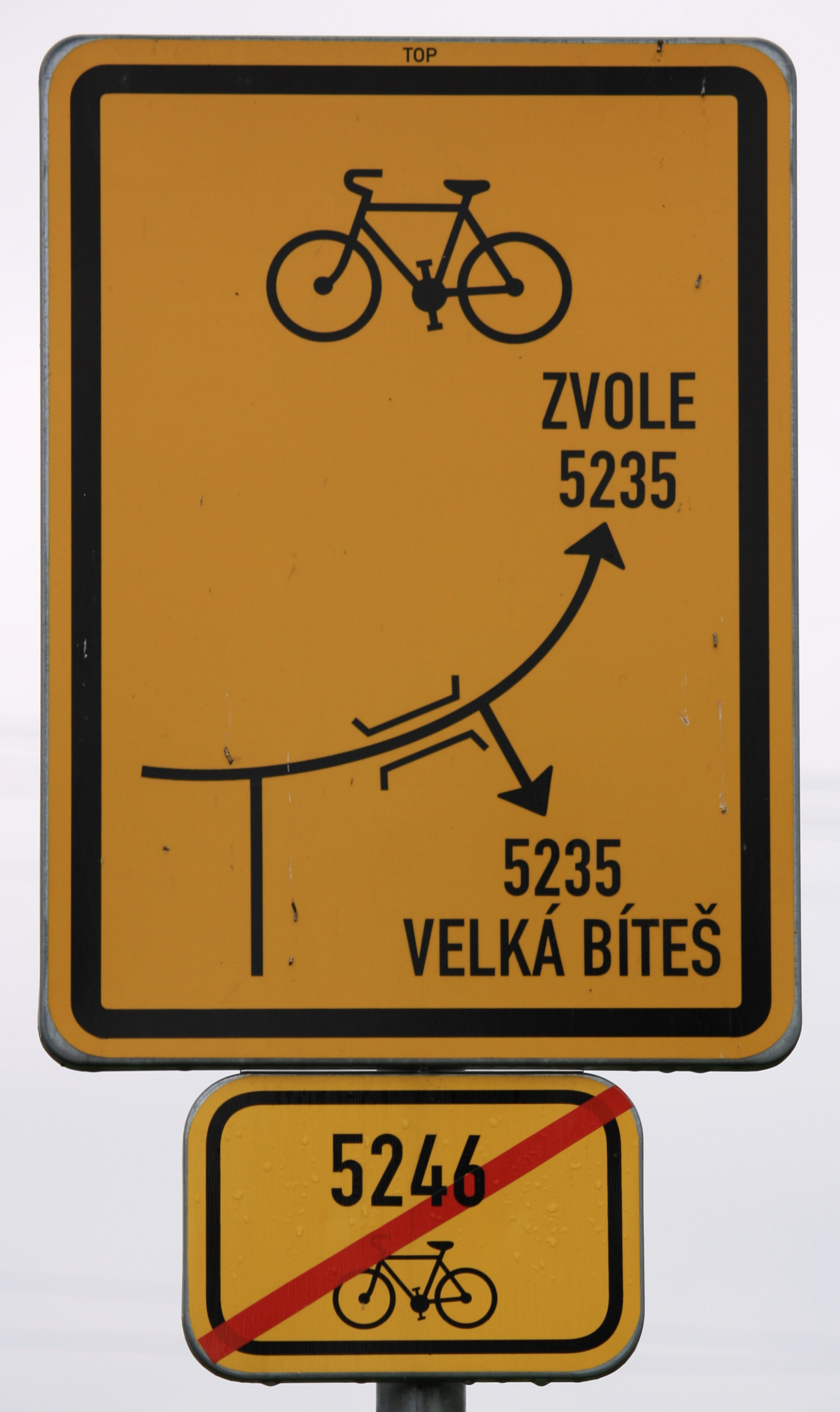
Značení cyklotras ve Strážku

Národní strategie rozvoje cyklistické dopravy České republiky 
byla schválena usnesením vlády č. 678 ze 7. července (června?) 2004. Koncepci zpracovává sekce pěší a cyklistické dopravy Centra dopravního výzkumu.
Číslování cyklotras koordinuje a evidenci vede z pověření ministerstev dopravy a vnitra Klub českých turistů. K 1. 1. 2003 v České republice Klub českých turistů evidoval 19 024 km vyznačených tras, z nichž 16 232 km bylo značeno dopravními značkami a 2 792 km pásovými značkami. Za cílový stav je považována síť v délce 35 000–40 000 km. K 1. 1. 2005 bylo evidováno 25 621 km cyklotras.
Cyklistické trasy jsou rozděleny do čtyř tříd, třídě odpovídá počet cifer v číselném označení trasy (např. 1, 47, 471, 0028). 
- I. třída (mezinárodní dálkové) – trasy mezinárodní úrovně propojující velká města v Evropě
- II. třídy (dálkové) – trasy nadregionálního významu
- III. třída (regionální) – propojení regionálních cílů
- IV. třída (místní) – lokální propojení

Zákony speciálně neřeší, jak financovat značení cyklistických tras. Podle zkušeností KČT z let 1998–2002 na obnovu 1 km značené trasy je nutné vynaložit asi 200 až 300 Kč za rok. V roce 2003 příspěvek pro KČT na údržbu značených tras z rozpočtu Ministerstva pro místní rozvoj ČR 7 miliónů korun ročně byl používán jen na údržbu značení pěších a lyžařských tras. Financování údržby značení cyklistických tras je zejména záležitostí krajů.
Cyklotrasy I. a II. třídy mají funkci především rekreačně-turistickou. Měly by mít zajištěno ubytování, servis, mapy, občerstvení. Cyklotrasy III. a IV. třídy mají funkci dopravní i rekreační.[zdroj?]

## Hlavní cyklotrasy v Česku
V roce 2011 národní cyklokoordinátor Jaroslav Martinek z Centra dopravního výzkumu oznámil, že do tří let má být zaveden nový systém číslování hlavních dálkových cyklotras. Má vzniknout 8 páteřních tras s čísly 1 až 8 a dalších 30 významných tras s čísly 11 až 59. Většina z nich má být trasována podél řek, například podél Ohře č. 6, podél Bečvy č. 50 a cyklostezka Bečva, podél Labe č. 2 a podél Vltavy č. 7. Jedním z důvodů změny je, že hlavní cyklistické koridory mnohde vznikly mimo původně navržené cyklotrasy.
V úsecích vedených přes Prahu jsou od roku 2007 i dálkové cyklotrasy označovány speciálním pražským číslováním. Levobřežní páteřní cyklotrasa má označení A 1 a pravobřežní A 2.
Navržené dálkové trasy:
Páteřní dálkové cyklotrasy I. třídy
- 1 – Praha-Brno. Praha – Kutná Hora – Brno – Hodonín
- 2 – Labská stezka „Labe - Elbe“. Sasko – Děčín – Ústí nad Labem – Litoměřice – Mělník – Kolín – Pardubice – Hradec Králové…
- 3 – Praha-Plzeň. Praha – Plzeň – západní hranice
- 4 – Hodonín-Šumperk. …Hodonín – Uherské Hradiště – Kroměříž – Olomouc – Šumperk – polská hranice
- 5 – Mikulov-Bohumín. Mikulov – Brno – Prostějov – Olomouc – Přerov – Ostrava – Bohumín
- 6 – Cyklostezka Ohře. …Cheb – Sokolov – Karlovy Vary – Litoměřice
- 7 – Mělník-Český Krumlov. Mělník – Praha – České Budějovice – Český Krumlov…
- 8 – Slezská magistrála. …Krnov – Opava – Ostrava

Dálkové cyklotrasy II. třídy
- 10 – Bohumín – Orlová – Havířov – hranice
- 11 – zkratka trasy 7 přes Tábor
- 12 – …Písek – Strakonice…
- 14 – Liberec – Hradec Králové – Šumperk
- 15 – Děčín – Česká Lípa…
- 16 – Slavonice – Jihlava…
- 17 – Praha – Mladá Boleslav – Krkonoše
- 18 – Jeseníky – Vysočina
- 19 – Vltava (7) – Havlíčkův Brod – Žďár nad Sázavou…
- 20 – spojka od 21 ke státní hranici
- 21 – Hřensko – Liberec
- 22 – Lužické hory – Trutnov – Jeseníky
- 23 – Cheb – Děčín při severní hranici státu
- 24 – 14 – Blansko
- 25 – Krušné hory – Litvínov – Litoměřice – Liberecko
- 26 – Jihlava – Třebíč – státní hranice
- 31 – Plzeň – Písek – Tábor
- 32 – Tábor – Jindřichův Hradec – Slavonice
- 33 – Šumava
- 34 – Novohradské hory
- 35 – Krušné hory – Plzeň
- 36 – od Chebu k jihu
- 37 – od Plzně na západ
- 38 – spojka mezi 3 a 33 přes Klatovy
- 39 – spojka mezi 6 (od Karlových Var) a 3 (údolí Berounky)
- 41 – Nový Přerov – Mikulov – Břeclav
- 43 – Břeclav – státní hranice
- 46 – Český Těšín (CZ/PL) – Sudoměřice (CZ/SK)
- 48 – Slavonice – podél hranice směr Mikulov
- 49 – 46 – slovenská hranice
- 50 – cyklostezka Bečva (…Přerov – Vsetín…)
- 51 – Olomouc – Litovel – Mohelnice – Hanušovice
- 52 – Krnov (8) – 5
- 54 – zkratka trasy 50
- 55 – Jeseník – Krnov – Opava – Jilešovice
- 56 – Cyklistický okruh Euroregionem Těšínské Slezsko
- 59 – Ostrava – Frýdek-Místek – Frýdlant nad Ostravicí – Ostravice.
- 80 – Ostrava – směrem k Opavě k trase 8

Spojovací cyklotrasy III. třídy
- 202 – Louny – Slaný – Kralupy nad Vltavou
- 210 – Kolín – Kutná Hora (spojka mezi 1 a 2)
- 250 – spojka mezi 15 a 21, navazuje na 25

Cyklotrasy IV. třídy
- 0017 – Okružní trasa kolem Kladna
- 2009 – Cyklostezka Rolava
- 3006 – Stráž nad Nisou – Filipovka.
- 3016 – hraniční přechod v Andělce – Smědava
- 3039 – Pašerácká naučná stezka
- 3063 – Lázně Libverda – Raspenava
- 5103 – Moravské Budějovice – Třebíč
- 5212 – Kožichovice – Pokojovice
- 5217 – Pokojovice – Kojetice (okres Třebíč)
- 6016 – Rožnov pod Radhoštěm – Pustevny
- 6172 – Potštát – Lipník nad Bečvou
- 6271 – Nový Jičín s Hostašovicemi
- 8100 Pražské kolo – Okružní trasa kolem Prahy

### Greenways
Zelené koridory Greenways slouží k rekreaci, sportu a nemotorové dopravě. Jejich trasy jsou vyznačeny v rámci klasicky značených cyklotras. Může se jednat o dálkovou trasu, například Greenways Praha–Vídeň, nebo lokální, jako je pražská Greenway Botič.

### EuroVelo
5. dubna 2013 na veletrhu For Bikes Jaroslav Martinek navíc oznámil, že některé dálkové trasy mají být označeny modrožlutým logem a číslem evropské cyklistické sítě EuroVelo. Přes Českou republiku mají vést čtyři trasy EuroVelo:
Trasy EuroVelo v České republice:
- EV 4 – Trasa střední Evropou: Roscoff – Kyjev, přes města Cheb, Sokolov, Karlovy Vary, Praha, Kolín, Kutná Hora, Brno, Uherské Hradiště, Přerov, Ostrava
- EV 7 – Sluneční trasa: Nordkapp – Malta, přes města Děčín, Ústí nad Labem, Litoměřice, Mělník, Praha, České Budějovice, Český Krumlov
- EV 9 – Balt – Jadran: Gdaňsk – Pula, přes města Šumperk, Olomouc, Prostějov, Blansko, Brno, Mikulov, Břeclav
- EV 13 – Stezka železné opony: Barentsovo moře – Černé moře, od Chebu k Břeclavi podél jižní hranice republiky

## Značení cyklotras

### Dopravní značení
Speciální směrové dopravní značky pro cyklotrasy byly zavedeny od 31. ledna 2001 vyhláškou č. 30/2001 Sb. Značka konce cyklistické trasy byla doplněna s účinností od 14. září 2010 novelizační vyhláškou 247/2010 Sb.

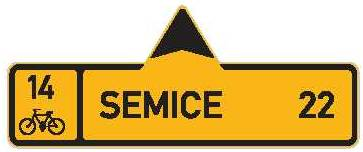
IS 19a Směrová tabule pro cyklisty (s jedním cílem)
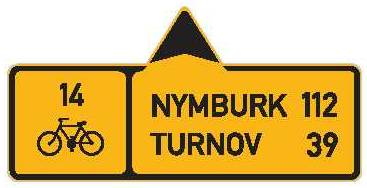
IS 19b Směrová tabule pro cyklisty (s dvěma cíli)
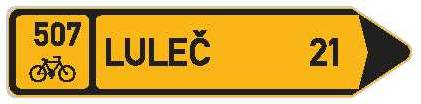
IS 19c Směrová tabule pro cyklisty (s jedním cílem)
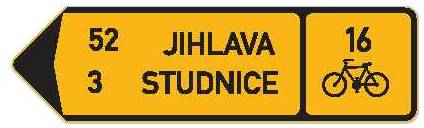
IS 19d Směrová tabule pro cyklisty (s dvěma cíli)
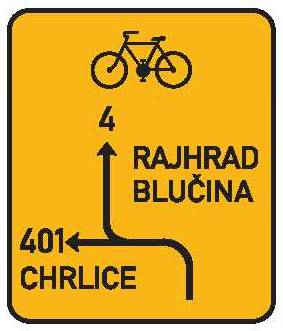
IS 20 Návěst před křižovatkou pro cyklisty
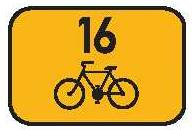
IS 21a Směrová tabulka pro cyklisty
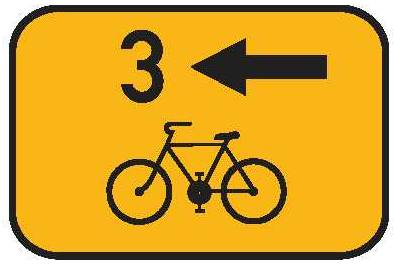
IS 21b Směrová tabulka pro cyklisty
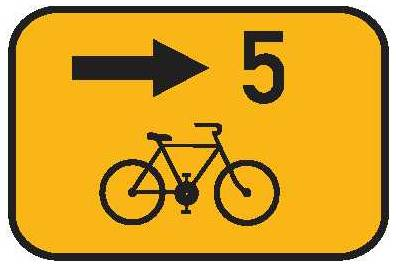
IS 21c Směrová tabulka pro cyklisty
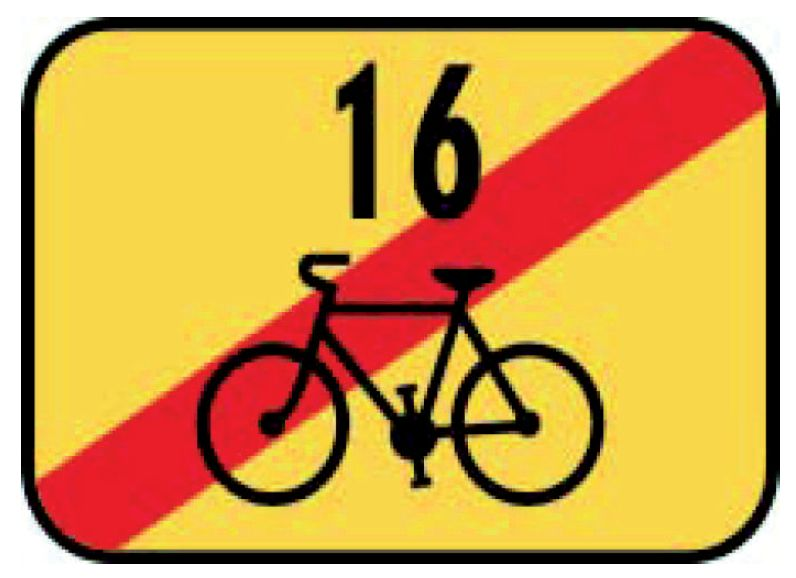
IS 21d Konec cyklistické trasy

Ačkoliv podle Zákona o pozemních komunikacích by na silnicích a místních komunikacích měly být všechny trvalé svislé dopravní značky součástí pozemní komunikace a tedy patřit příslušné obci, kraji či státu, fakticky tyto směrovky zpravidla na základě dohody se státem a dalšími subjekty zřizuje a spravuje samostatně Klub českých turistů.

### Turistické značení

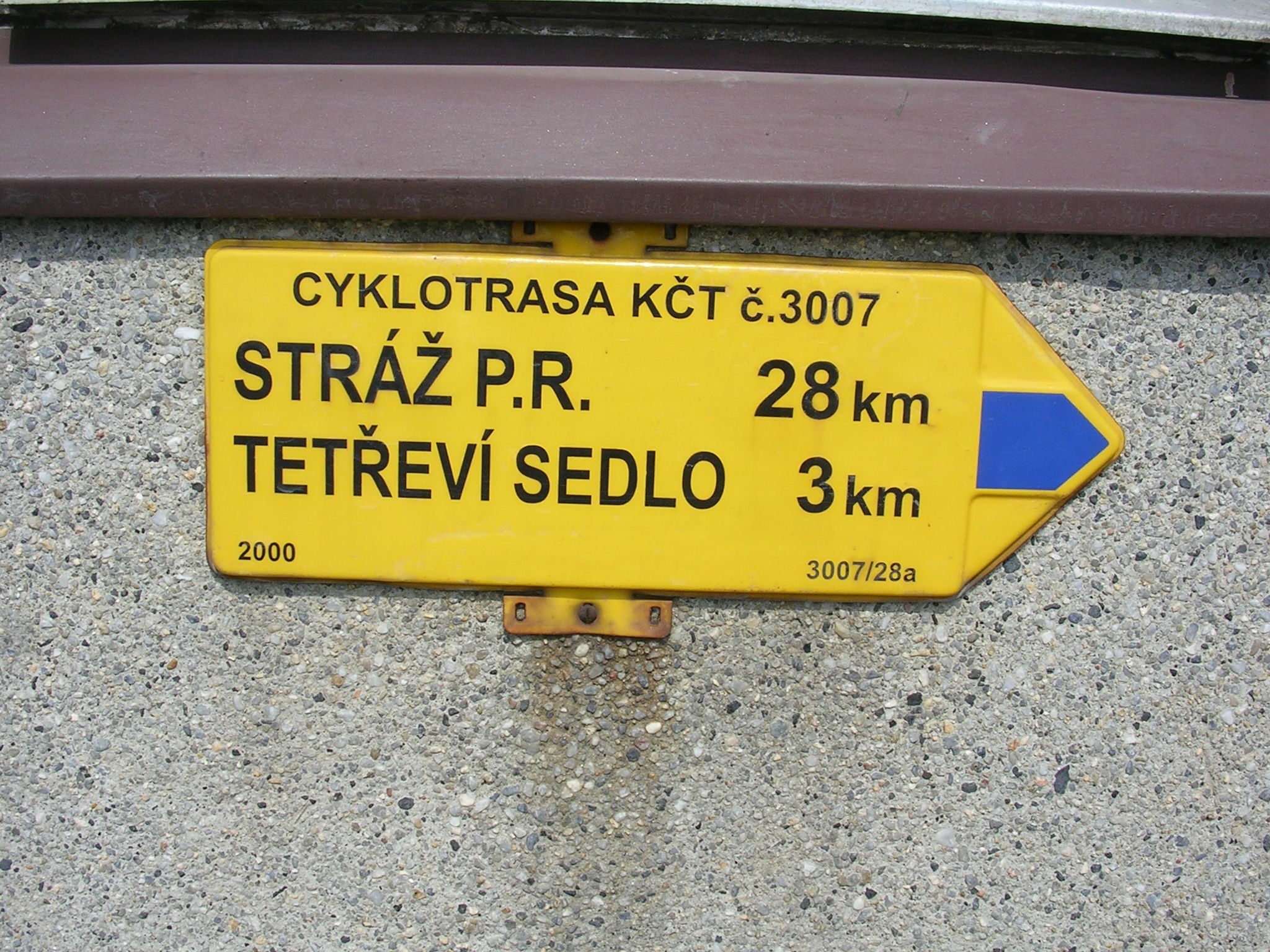
Turistická směrovka KČT na Ještědu.

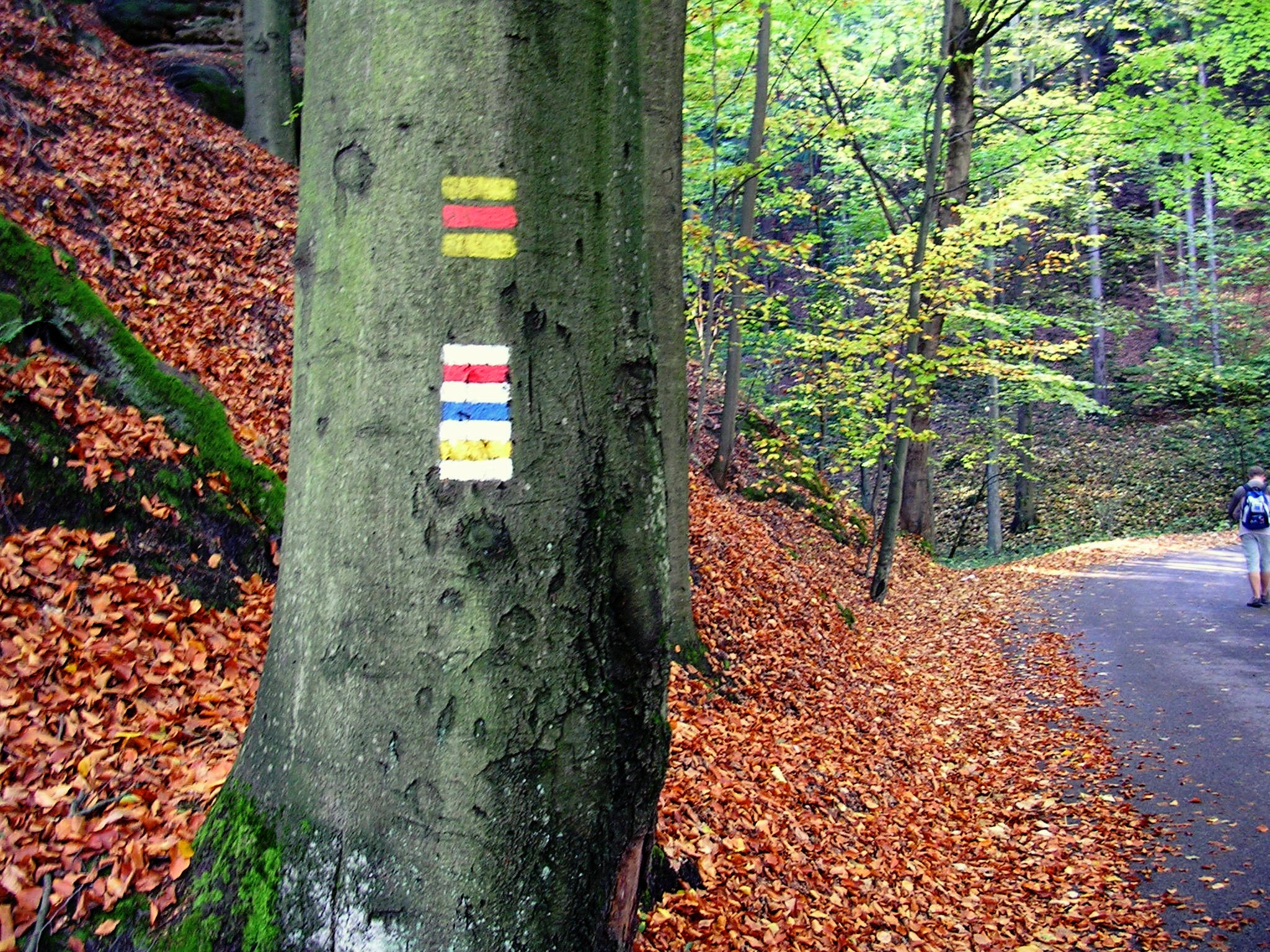
Červená turistická značka pro cyklisty v souběhu s pěšími trasami (Hrubá Skála).

V některých oblastech jsou cyklotrasy IV., někdy i III. kategorie vyznačeny směrovkami a pásovým turistickým značením Klubu českých turistů. Od turistického značení pro pěší se cyklistická značka odlišuje tím, že krajní pásy jsou žluté a vnitřní pás může být červený, modrý, zelený nebo bílý a značka je větší (140 x 140 mm). Turistické směrovky pro cyklisty mají žlutý podklad.
V některých oblastech se pásové značení nevyužívá a všechny cykloturistické trasy jsou značeny dopravním značením.